# Les Pavillons-sous-Bois
Les Pavillons-sous-Bois és un municipi francès, situat al departament de Sena Saint-Denis i a la regió d'Illa de França.
Forma part del cantó de Bondy i del districte de Le Raincy. I des del 2016, de la divisió Grand Paris - Grand Est de la Metròpoli del Gran París.